# Bemlos
Bemlos är ett släkte av kräftdjur. Bemlos ingår i familjen Aoridae.

## Dottertaxa tillBemlos, i alfabetisk ordning[1]
- Bemlos achire
- Bemlos aequimanus
- Bemlos audbettius
- Bemlos australis
- Bemlos brunneomaculatus
- Bemlos concavus
- Bemlos dentischium
- Bemlos edentulus
- Bemlos foresti
- Bemlos gambiense
- Bemlos griseus
- Bemlos intermedius
- Bemlos kergueleni
- Bemlos kunkelae
- Bemlos longicarpus
- Bemlos longicornis
- Bemlos mackinneyi
- Bemlos macromanus
- Bemlos minimus
- Bemlos palmatus
- Bemlos parahastatus
- Bemlos pseudopunctatus
- Bemlos pualani
- Bemlos punctatus
- Bemlos quadrimanus
- Bemlos saloteae
- Bemlos setosus
- Bemlos spinicarpus
- Bemlos tehuecos
- Bemlos teleporus
- Bemlos tempus
- Bemlos tigrinus
- Bemlos unicornis
- Bemlos waipio